# Nedre Norrlands Producentförening
Nedre Norrlands Producentförening (NNP) var en svensk mejeriförening som ägdes av lantbrukare i Mellannorrland, alltså Ångermanland, Jämtland, Härjedalen, Medelpad och norra Hälsingland. Huvudkontoret låg i Östersund.
NNP bildades runt 1970 genom sammanslagning av ett antal mejeriföreningar, bland andra Jämtlands mejeriförening och Sundsvalls mjölkcentral. År 1989 uppgick Ångermanlands mejeriförening i NNP. De hade flera varumärken, bland andra Enenpe.
År 2000 fusionerades NNP med Milko. Milko uppgick i sin tur i Arla hösten 2011.
Några tidigare NNP-varumärken överlevde företaget. Fjällbrynt skapades av Jämtlands mejeriförening och användes för messmör och mjukost. I början 1990-talet lanserades Fjällfil som såldes rikstäckande.

## Mejerier
Vid fusionen med Milko hade NNP tre mejerier i Örnsköldsvik, Östersund och Sundsvall. Mejeriet i Örnsköldsvik lades ned som ett resultat av fusionen.
2011 köptes Sundsvalls mejeri av Arla Foods och senare uppgick hela Milko i Arla, varefter båda mejerierna drevs av Arla.
I maj 2023 lade Arla ner mejeriet i Sundsvall och flyttade produktionen till Kallhäll utanför Stockholm. Arla skulle dock fortsatt ha distribution i Sundsvall. Östersunds mejeri hade då helt ställt om till att producera ost, så nedläggningen i Sundsvall innebar att Arla inte längre producerade färskmjölk i Norrland. Nedläggningen innebar också att lokala produkter som långfil och "Jämtlandsmjölk" slutade produceras.

## Källhänvisningar
1. ↑  SOU 1998:98 Arkiverad 26 februari 2015 hämtat från the Wayback Machine.
2. ↑  ”Från Jämtlands Förenade Mejerier till Arla på 81 år”. Östersunds-Posten. 10 juni 2011. Arkiverad från originalet den 26 februari 2015. https://web.archive.org/web/20150226145922/http://www.op.se/jamtland/ostersund/fran-jamtlands-forenade-mejerier-till-arla-pa-81-ar. Läst 26 februari 2015.
3. ↑  Tabell – LRFs organisationsmedlemmar Arkiverad 26 februari 2015 hämtat från the Wayback Machine., LRF-historia
4. ↑  ”Mejerierna i Arvika och Örnsköldsvik läggs ner”. ATL. 17 mars 2000. Arkiverad från originalet den 26 februari 2015. https://web.archive.org/web/20150226151414/http://www.atl.nu/lantbruk/mejerierna-i-arvika-och-ornskoldsvik-laggs-ner. Läst 26 februari 2015.
5. ↑  Arlas mejeri i Sundsvall stänger: ”Verkligen inte en bra dag”, SVT Nyheter Västernorrland, 6 februari 2023
6. ↑  Då kommer den sista Jämtlandsmjölken, Östersunds-Posten, 25 april 2023
7. ↑  Arlas mejeri i Sundsvall lägger ner, Arla Foods, 6 februari 2023